# L’Énova
L’Énova – gmina w Hiszpanii, w prowincji Walencja, we wspólnocie autonomicznej Walencja, o powierzchni 7,67 km². W 2011 roku liczyła 974 mieszkańców.
Do 1989 roku gmina nosiła hiszpańską nazwę Enova. Wówczas też przyjęto jako wyłączną walencką (katalońską) nazwę l’Ènova. W 2020 gmina, zgodnie z zaleceniem sekcji onomastycznej Acadèmia Valenciana de la Llengua, przegłosowała korektę zapisu na l’Énova. Zmianę tę zatwierdzono dekretem Generalitat Valenciana z 12 lutego 2021 r.